# Hans-Joachim von Merkatz

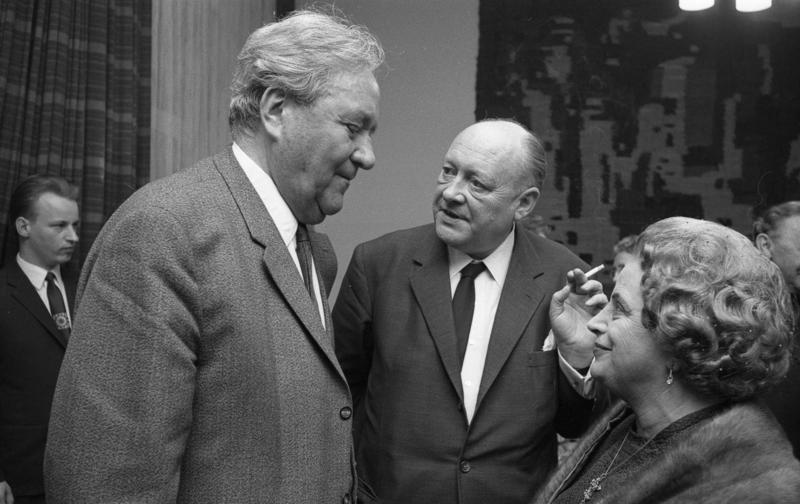
Merkatz (w środku), 1967

Hans-Joachim von Merkatz (ur. 7 lipca 1905 w Stargardzie zm. 25 lutego 1982 w Bonn) – niemiecki polityk CDU i DP, z zawodu prawnik. W latach 1956–1957 Minister Sprawiedliwości Niemiec, członek Bundestagu (od 1949 do 1961).

## Młodość
Von Merkatz urodził się w Stargardzie na Pomorzu w rodzinie pruskich oficerów i funkcjonariuszy, uszlachconych w 1797 roku. Jego ojciec, kapitan armii niemieckiej, zmarł w pobliżu Wilna w 1915 roku, podczas I wojny światowej. Merkatz wykształcenie szkolne zdobywał w Wiesbaden, Jenie i Naumburgu. Studiował prawo i gospodarkę narodową na uniwersytetach w Jenie i Monachium, które ukończył w 1931.

## W III Rzeszy
W 1934 von Merkatz uzyskał doktorat na uniwersytecie w Jenie, rok później został wykładowcą prawa międzynarodowego w Kaiser-Wilhelm-Institut für ausländisches öffentliches Recht und Völkerrecht w Berlinie. W 1938 roku został sekretarzem generalnym Ibero-Amerikanisches Institut w Berlinie. Podczas II wojny światowej został wcielony do służby w Wehrmachcie, z której został zwolniony w 1941 z powodu choroby.

## W Niemczech Zachodnich
Po wojnie von Merkatz rozpoczął pracę w Akademie für Raumforschung und Landesplanung w Hanowerze. W 1946 wstąpił do konserwatywnej Deutsche Partei (Partia Niemiecka). Od 1949 do 1961 deputowany do Bundestagu. Od 1949 do 1952 był sekretarzem stanu w Ministerstwie Spraw Wewnętrznych.
W latach 1951–1958 von Merkatz był członkiem Zgromadzenia Doradczego Rady Europy, a od 1952 do 1958 roku Wspólnego Zgromadzenia Europejskiej Wspólnoty Węgla i Stali. Od 1955 do 1961 Minister ds. Rady Federalnej.
17 października 1956 von Merkatz został powołany na stanowisko Federalnego Ministra Sprawiedliwości. Funkcję pełnił do wyborów parlamentarnych w 1957 roku. Ponownie uzyskał mandat deputowanego i został członkiem Konwentu Seniorów niemieckiego parlamentu.
W 1960 wstąpił do Unii Chrześcijańsko-Demokratycznej (CDU). W latach 1960–1961 był federalnym Ministrem do spraw Wypędzonych, Uchodźców i Ofiar Wojny.
Od 1967 do 1979 roku pełnił funkcję prezydenta Międzynarodowej Unii Paneuropejskiej.

## Śmierć
Hans-Joachim von Merkatz zmarł w Bonn w dniu 25 lutego 1982.